# Илия Хаджидончев
Илия Хаджидончев e български учител, политик и обществен деец от края на XIX – началото на XX век.

## Биография
Хаджидончев е роден в 1876 година в Даръдере, тогава в Османската империя, днес Златоград, България. Вуйчо му Никола Хекимов е виден търговец. Става член на ВМОРО. Арестуван е по време на Даръдеренската афера през лятото на 1902 година заедно с Иван Джинджев, хаджи Нико Нашев, Георги Хаджипанделиев и други. Успява да се освободи чрез подкуп в Пашмакли.
Участва в политическия живот на българите в Македония и Тракия. След Младотурската революция в 1908 година става деец на Съюза на българските конституционни клубове и е избран за делегат на неговия Учредителен конгрес от Даръдере.
В 1913 година става първият български кмет на Даръдере.
Умира в 1945 година.